# Liste der Orgeln im Landkreis Görlitz
In der Liste der Orgeln im Landkreis Görlitz sind die erhaltenen historischen Pfeifenorgeln sowie Orgelneubauten in der Stadt Görlitz und im Landkreis Görlitz erfasst. Die Liste ergänzt den Hauptartikel Orgellandschaft Sachsen, wo sich weitere Literatur findet.

## Orgelliste
Die erste Spalte zeigt den Ort (Stadt, Stadtteil, Gemeinde bzw. Ortsteil) an. Die zweite Spalte gibt das jeweilige Gebäude (Kirche) an, in der sich die Orgel befindet. In der vierten Spalte ist der Erbauer der Orgel (und die Opuszahl des Werks) angeführt. In der sechsten Spalte bezeichnet die römische Zahl die Anzahl der Manuale, ein großes „P“ ein selbstständiges Pedal. Die arabische Zahl gibt die Anzahl der klingenden Register an. Die letzte Spalte bietet Angaben zum Erhaltungszustand sowie Links mit weiterführender Information.
| Ort                                  | Gebäude                                                 | Bild | Orgelbauer                                          | Jahr      | Manuale | Register | Bemerkungen |
| ------------------------------------ | ------------------------------------------------------- | ---- | --------------------------------------------------- | --------- | ------- | -------- | --- |
| Görlitz                              | Peterskirche (Lage)                                     |      | Mathis Orgelbau, Näfels (Schweiz)                   | 1997      | IV/P    | 88       | „Sonnenorgel“ mit 6219 Pfeifen hinter dem Prospekt von Eugenio Casparini (1703) →Orgel |
| Görlitz                              | Peterskirche                                            |      | Schuster & Sohn, Zittau, Zittau                     | 1949      | II/P    | 14       | Kryptaorgel, 2014 durch Christian Max (Zittauer Orgelservice) generalüberholt → Orgel |
| Görlitz                              | Peterskirche                                            |      | Hermann Eule, Bautzen                               | 1991      | I       | 4        | Chororgel → Orgel |
| Görlitz                              | Frauenkirche (Lage)                                     |      | Schuster & Sohn, Zittau                             | 1977      | III/P   | 34       | Orgel mit 2300 Pfeifen, 2016/17 durch die Firma Rühle (Moritzburg) generalüberholt →Orgel |
| Görlitz                              | Kathedrale St. Jakobus (Lage)                           |      | Hermann Eule, Bautzen, Opus 545                     | 1988–1989 | III/P   | 47       | hinter dem Gehäuse von Julius Röhle (1910) und unter Einbeziehung einiger Register der Vorgängerorgel →Orgel |
| Görlitz                              | Dreifaltigkeitskirche (Lage)                            |      | Hermann Eule, Bautzen, Opus 277                     | 1955      | II/P    | 28       | ca. 2000 Pfeifen → Orgel bzw. hier |
| Görlitz                              | Dreifaltigkeitskirche                                   |      | unbekannt                                           |           | I       | 4        | → Chororgel |
| Görlitz                              | Kreuzkirche (Lage)                                      |      | Hermann Eule, Bautzen, Opus 407                     | 1972      | II/P    | 27       | → Orgel |
| Görlitz                              | Lutherkirche (Lage)                                     |      | Jehmlich Dresden Opus 1052                          | 1986      | II/P    | 28       | →Orgel bzw. hier |
| Görlitz                              | Evangelische Kirche Görlitz                             |      | Hey Orgelbau, Urspringen (Rhön) Opus 272            | 2004      | I       | 4        | → Truhenorgel |
| Görlitz                              | Heilig-Geist-Kirche Görlitz (Hospitalkirche) (Lage)     |      | Schuster & Sohn, Zittau                             | um 1955   | I/P     | 10       | → Orgel |
| Görlitz                              | Ehem. Hochschule für Kirchenmusik Görlitz (Lage)        |      | Groß & Soldan Waditz Opus 10                        | 2002      | II/P    | 10       | → Orgel |
| Görlitz                              | Stadthalle Görlitz (Lage)                               |      | Wilhelm Sauer, Frankfurt (Oder)                     | 1910      | IV/P    | 72       | restauriert 1991 → Orgel |
| Görlitz-Königshufen                  | Hoffnungskirche (Lage)                                  |      | Schuster & Sohn, Zittau                             | 1906      | II/P    | 25       | → Orgel |
| Görlitz-Ludwigsdorf                  | Dorfkirche Ludwigsdorf (Chorturmkirche) (Lage)          |      | Schlag & Söhne, Schweidnitz                         | 1872      |         |          | → Orgel |
| Görlitz-Weinhübel                    | Auferstehungskirche (Lage)                              |      | Carl Nißler                                         | 1873      | II/P    | 18       | Orgel mit 891 Pfeifen, 2005 saniert → Orgel |
| Görlitz-Kunnerwitz                   | Erlöserkirche Kunnerwitz (Lage)                         |      | Schuster & Sohn, Zittau                             | 1948      | II/P    | 30       | 1950 umdisponiert |
| Görlitz-Tauchritz                    | Dorfkirche Tauchritz (Lage)                             |      | Schlag & Söhne, Schweidnitz                         |           |         | 11       | 2011 restauriert durch Orgelbau Soldan (Niesky) |
| Schleife                             | Pfarrkirche Schleife (Lage)                             |      | Hermann Eule, Bautzen, Opus 252                     | 1949      | II/P    | 12       | urspr. Orgel von Eduard Glietsch (Luckau, 1859), Neubau im Jahr 1949 durch die Firma Hermann Eule Orgelbau Bautzen, 2011/12 durch den Orgelbauer Johannes Soldan restauriert → Orgel                                          |
| Gablenz                              | Trinitatiskirche Gablenz (Lage)                         |      | Julius Röhle, Posottendorf-Leschwitz                | 1899/1900 |         |          | Orgel von der Firma Julius Röhle aus Posottendorf-Leschwitz bei Görlitz, später erweitert |
| Weißwasser/O.L.                      | Kirche Weißwasser (Lage)                                |      | Hermann Eule, Bautzen, Opus 528                     | 1987      | II/P    | 16       | → Orgel |
| Pechern                              | Fachwerkkirche Pechern (Lage)                           |      | unbekannt                                           | um 1800   |         |          | 1999 restauriert durch Orgelbau Soldan (Niesky) |
| Podrosche                            | Grenzkirche Podrosche (Lage)                            |      | Schlag & Söhne, Schweidnitz                         | 1919      |         |          | 1998 und 2019 restauriert |
| Bärwalde                             | Kirche Bärwalde (Lage)                                  |      | Leopold Kohl, Bautzen                               | 1867      | II/P    | 17       | 1962 restauriert → Orgel |
| Nochten                              | Kirche Nochten (Lage)                                   |      | unbekannt                                           |           |         |          | |
| Reichwalde                           | Kirche Reichwalde (Lage)                                |      | Hermann Eule, Bautzen, Opus 262                     | 1951      | II      | 14       | [ 11 ] |
| Uhyst (Spree)                        | Kirche Uhyst (Spree) (Lage)                             |      | Schlag & Söhne, Schweidnitz                         | 1899      |         |          | |
| Klitten                              | Kirche Klitten (Lage)                                   |      | Schuster & Sohn, Zittau                             | 1950      | III/P   | 23       | urspr. Orgel (1857) von Ladegast (Weißenfels) |
| Klitten                              | Johanneskirche Klitten (altluth.) (Lage)                |      | unbekannt                                           |           |         |          | |
| Kreba-Neudorf                        | Kirche Kreba (Lage)                                     |      | Eberswalder Orgelbauwerkstatt                       | 1975      | II/P    | 13       | Ersatz für die Röhle-Orgel (1902) |
| Rietschen                            | Kirche Rietschen (Lage)                                 |      | Schlag & Söhne, Schweidnitz                         |           |         |          | 2003 durch Orgelbau Soldan (Niesky) restauriert |
| Daubitz                              | St.-Georgs-Kirche Daubitz (Lage)                        |      | Schlag & Söhne, Schweidnitz                         |           |         |          | Einbau in den Orgelprospekt aus der Zeit um 1700, Instandsetzung 2008 |
| Kosel, OT von Niesky                 | Kirche Kosel (Lage)                                     |      | Julius Röhle Posottendorf-Leschwitz                 | 1914      | II      |          | 2020 von der Orgelbaufirma Hermann Eule, Bautzen generalüberholt |
| Hähnichen                            | Kirche Hähnichen (Lage)                                 |      | unbekannt                                           |           |         | 12       | 2002 von Johannes Soldan (Niesky) saniert |
| Rothenburg/Oberlausitz               | Stadtkirche Rothenburg/OL (Lage)                        |      | unbekannt                                           |           |         |          | |
| Zodel                                | Jesus-Christus-Kirche Zodel (Lage)                      |      | Gustav Heinze, Sorau, Opus 95                       | 1922      | II/P    | 13       | 1949 umgesetzt, 2000 generalsaniert → Orgel |
| Horka                                | Wehrkirche Horka (Lage)                                 |      | Groß & Soldan, Waditz, Opus 3                       | 1997      | II/P    | 23       | → Orgel |
| Niesky                               | Großer Betsaal der Brüdergemeine Niesky (Lage)          |      | Marcussen & Søn , Aabenraa (Dänemark)               | 1876      | II/P    | 22       | Sanierung 2001 → Orgel |
| Niesky                               | Kleiner Betsaal der Brüdergemeine Niesky                |      | Hermann Eule, Bautzen, Opus 517                     | 1983      |         |          | |
| Niesky                               | Christuskirche Niesky (Lage)                            |      | Gustav Heinze, Sorau                                | 1930      | II/P    | 26       | 2000 restauriert |
| Niesky                               | Neuapostolisches Gemeindezentrum Niesky (Lage)          |      | Georg Wünning, Großolbersdorf                       | 2005      | I/P     | 8        | Umbau und Erweiterung der Böhm-Orgel aus dem alten Gemeinderaum → Orgel |
| See, OT von Niesky                   | Trinitatiskirche in See (Lage)                          |      | Schlag & Söhne, Schweidnitz                         | 1809      |         | 12       | 2008 durch Orgelbau Soldan (Niesky) restauriert |
| Petershain, OT von Quitzdorf am See  | Kirche Petershain (Lage)                                |      | unbekannt                                           |           |         |          | |
| Förstgen                             | Kirche Förstgen (Lage)                                  |      | Hermann Eule, Bautzen, Opus 268                     | 1953      |         |          | 2015 von Johannes Soldan (Niesky) restauriert |
| Groß Radisch                         | Kirche Groß Radisch (Lage)                              |      | Schlag & Söhne, Schweidnitz                         | 1892      |         |          | Orgel wurde durch Blitzschlag beschädigt und ist sanierungsbedürftig |
| Gebelzig                             | St.-Georgs-Kirche (Lage)                                |      | vermutlich Heinrich Schlag                          |           |         | 9        | 2009 von Johannes Soldan (Niesky) restauriert |
| Diehsa                               | Kirche Diehsa (Lage)                                    |      | Schuster & Sohn, Zittau                             | 1950      |         |          | → Orgel |
| Jänkendorf, OT von Waldhufen         | Kirche Jänkendorf (Lage)                                |      | unbekannt                                           |           |         |          | |
| Jänkendorf, OT von Waldhufen         | Georgskirche Ullersdorf (Lage)                          |      | Schlag & Söhne, Schweidnitz                         | 1915      |         |          | |
| Nieder Seifersdorf                   | Wehrkirche St. Ursula und St. Gallus (Lage)             |      | Carl Friedrich Ferdinand Buckow, Hirschberg Opus 28 | 1841      | II      | 15       | 2018 wurde die Orgel durch die Firma Groß aus Waditz restauriert |
| Arnsdorf, OT von Vierkirchen         | Kirche St. Katharinen (Lage)                            |      | Gustav Heinze, Sorau                                | 1923      |         |          | Orgel von 1923 im Prospekt der früheren Orgel |
| Melaune                              | Kirche Melaune (Lage)                                   |      | unbekannt                                           | 1848      |         |          | [ 18 ] |
| Tetta, OT von Vierkirchen            | Kirche Tetta (Lage)                                     |      | Schuster & Sohn, Zittau                             | 1914      |         |          | [ 19 ] |
| Niederrengersdorf, OT von Kodersdorf | Kirche Niederrengersdorf (Lage)                         |      | unbekannt                                           |           |         |          | |
| Kunnersdorf                          | Kirche Kunnersdorf (Lage)                               |      | Gustav Heinze, Sorau                                |           |         |          | |
| Ebersbach bei Görlitz                | St. Barbara (Lage)                                      |      | Schlag & Söhne, Schweidnitz                         | 1908      |         |          | Orgel mit 1127 Pfeifen, im Gehäuse der Vorgängerorgel von 1800 |
| Königshain                           | Kirche Königshain (Lage)                                |      | Gustav Heinze, Sorau                                | 1927      | II/P    |          | Orgel mit 867 Pfeifen, 2018 durch die Firma Rühle (Moritzburg) saniert |
| Meuselwitz                           | Kirche Zum Heiligen Kreuz (Lage)                        |      | Michael Menger, Paulinzella                         | 1857      |         |          | 2007 vom Orgelbau Soldan (Niesky) saniert |
| Reichenbach/O.L.                     | Kirche St. Johannes (Lage)                              |      | Ladegast & Sohn, Weißenfels Opus 42                 | 1866      | II/P    | 17       | 1935 Umbau durch die Firma Eule (Bautzen), 2000 durch Jehmlich rekonstruiert → Orgel |
| Sohland am Rotstein                  | Kirche Sohland am Rotstein (Lage)                       |      | Carl Friedrich Ferdinand Buckow, Hirschberg Opus 33 | 1845      | II/P    | 21       | 2015 durch Ekkehart Groß saniert |
| Markersdorf                          | Michaeliskirche Markersdorf (Lage)                      |      | Gustav Heinze, Sorau                                | 1921      |         |          | |
| Gersdorf, OT von Markersdorf         | Dorfkirche Gersdorf (Lage)                              |      | Heinrich Biesterfeld                                | 1854      |         |          | [ 27 ] |
| Kittlitz                             | Trinitatiskirche (Lage)                                 |      | Johann Gotthilf Bärmig, Werdau                      | 1859      | II/P    | 36       | 1999 restauriert → Orgel bzw. hier |
| Löbau                                | St.-Nikolai-Kirche Löbau (Lage)                         |      | Hermann Eule, Bautzen, Opus 590                     | 1992      | III/P   | 40       | → Orgel sowie ein Orgelpositiv |
| Löbau                                | Heilig-Geist-Kirche Löbau (Lage)                        |      | Hermann Eule, Bautzen                               | 1891      | I/P     | 9        | urspr. Orgel von Johann Gottfried Augustin (1792) → Orgel |
| Löbau                                | Pfarrkirche Mariä Namen (Lage)                          |      | Hermann Eule, Bautzen, Opus 141                     | 1913      | II/P    | 14       | → Orgel |
| Bischdorf, OT von Rosenbach          | Kirche Bischdorf (Lage)                                 |      | Schlag & Söhne, Schweidnitz                         | 1880      | II/P    | 14       | [ 28 ] |
| Herwigsdorf, OT von Rosenbach        | Kirche Herwigsdorf (Lage)                               |      | Johann Gotthilf Bärmig, Werdau                      | 1857      | II/P    | 17       | [ 28 ] |
| Lawalde                              | Kirche Lawalde (Lage)                                   |      | Carl Eduard Jehmlich, Dresden, Opus 66              | 1880      | II/P    | 14       | 1987 Reinigung und technische Überholung durch die Orgelbaufirma Eule Bautzen → Orgel |
| Beiersdorf                           | Kirche Beiersdorf (Lage)                                |      | Schuster & Sohn, Zittau                             | 1897      | II/P    | 20       | → Orgel |
| Oppach                               | Kirche Oppach (Lage)                                    |      | Hermann Eule, Bautzen, Opus 158                     | 1924      | II/P    | 23       | [ 30 ] [ 28 ] |
| Schönbach                            | Kirche Schönbach (Lage)                                 |      | Friedrich Nikolaus Jahn, Dresden                    | 1853      | II/P    | 29       | → Orgel |
| Dürrhennersdorf                      | Kirche Dürrhennersdorf (Lage)                           |      | Schuster & Sohn, Zittau                             | 1876      | II/P    | 20       | 1994 generalüberholt → Orgel bzw. hier |
| Neusalza-Spremberg                   | Dorfkirche Spremberg (Lage)                             |      | Hermann Eule, Bautzen, Opus 91                      | 1901      | II/P    | 25       | 1939 durch A. Schuster & Sohn umdisponiert → Orgel |
| Neusalza-Spremberg                   | Dreifaltigkeitskirche Neusalza (Lage)                   |      | Leopold Kohl, Leipzig                               | 1859      | II/P    | 19       | 1905 von Hermann Eule (Bautzen) umgebaut |
| Friedersdorf (Spree)                 | Kirche Oberfriedersdorf (Lage)                          |      | Urban Kreutzbach, Borna                             | 1868      | II/P    | 32       | 1913 Umbau durch Andreas Schuster & Sohn (Zittau), 1995 restauriert durch Orgelbau Soldan (Niesky) → Orgel |
| Ebersbach/Sa.                        | Kirche Ebersbach/Sa. (Lage)                             |      | Hermann Eule, Bautzen, Opus 602                     | 1994      | II/P    | 39       | → Orgel bzw. hier |
| Kottmarsdorf                         | Kirche Kottmarsdorf (Lage)                              |      | Schuster & Sohn, Zittau                             | 1892      | II/P    | 19       | → Orgel |
| Niedercunnersdorf                    | Kirche Niedercunnersdorf (Lage)                         |      | Jehmlich, Dresden                                   | 1873      | II/P    | 18       | [ 33 ] [ 28 ] |
| Obercunnersdorf                      | Barbarakirche (Lage)                                    |      | Schuster & Sohn, Zittau                             | 1898      | II/P    | 30       | Orgel 2009 restauriert → Orgel |
| Walddorf                             | Kirche Walddorf (Lage)                                  |      | Schuster & Sohn, Zittau, Opus 52                    | 1909      | II/P    | 28       | Orgel im alten Rokoko-Orgelprospekt, 1956 und 1996 generalüberholt |
| Eibau                                | Kirche Eibau (Lage)                                     |      | Hermann Eule, Bautzen, Opus 45                      | 1889      | II/P    | 35       | 2006 rekonstruiert → Orgel |
| Eibau                                | Johanneskapelle Eibau (Lage)                            |      | Schuster & Sohn, Zittau                             | 1963      | I/P     | 6        | [ 28 ] |
| Neugersdorf                          | Kirche Neugersdorf (Lage)                               |      | Carl Eduard Jehmlich, Dresden, Opus 73              | 1883      | II/P    | 32       | 2016 durch Jehmlich Orgelbau Dresden restauriert → Orgel |
| Seifhennersdorf                      | Kreuzkirche Seifhennersdorf (Lage)                      |      | Schuster & Sohn, Zittau                             | 1936      | IV/P    | 72       | Orgel mit 5402 Pfeifen → Orgel bzw. hier |
| Leutersdorf                          | Pfarrkirche Mariä Himmelfahrt (Lage)                    |      | Leopold Kohl, Bautzen / Schuster & Sohn, Zittau     | 1862/1966 | III/P   | 34       | 1966 grundlegender Umbau durch die Fa. Schuster (Zittau) unter Verwendung von Teilen der Kohl-Orgel → Orgel |
| Spitzkunnersdorf                     | Nikolaikirche Spitzkunnersdorf (Lage)                   |      | Schuster & Sohn, Zittau                             | 1936      | II/P    | 36       | → Orgel |
| Niederoderwitz                       | Kirche Niederoderwitz (Lage)                            |      | Schuster & Sohn, Zittau                             | 1936      | III/P   | 50       | Orgel mit 3387 Pfeifen, 1936 Umbau der Jehmlich-Orgel (1874) durch die Fa. Schuster (Zittau) |
| Oberoderwitz                         | Kirche Oberoderwitz (Lage)                              |      | Schuster & Sohn, Zittau                             | 1880–1884 | III/P   | 35       | 1950 grundlegender Umbau unter Verwendung von Teilen der alten Müller-Reiß-Orgel |
| Oberoderwitz                         | Gemeindezentrum Lutherhaus Oderwitz (Lage)              |      | Georg Wünning, Großolbersdorf                       | 1990      | I       | 4        | Orgelpositiv |
| Ruppersdorf/O.L.                     | Dorfkirche Ruppersdorf (Lage)                           |      | Hermann Eule, Bautzen                               | 1913      | II/P    | 17       | 2010 restauriert → Orgel |
| Großhennersdorf                      | Kirche (Lage)                                           |      | Schuster & Sohn, Zittau, Opus 1                     | 1870      | II/P    | 23       | 1999 erneuert → Orgel |
| Herrnhut                             | Kirchensaal der Herrnhuter Brüdergemeine (Lage)         |      | Schuster & Sohn, Zittau                             | 1957      | II/P    | 23       | → Orgel bzw. hier |
| Herrnhut                             | Kirchensaal der Herrnhuter Brüdergemeine                |      | Schuster & Sohn, Zittau                             | 1972      | I       | 4        | → Orgelpositiv |
| Berthelsdorf                         | Kirche Berthelsdorf (Lage)                              |      | Schuster & Sohn, Zittau, Opus 44                    | 1886      | II/P    | 17       | 1905 Umbau der alten Jehmlich-Orgel von Schuster & Sohn (Zittau) als Opus 44 |
| Rennersdorf/O.L., OT von Herrnhut    | Kirche Rennersdorf (Lage)                               |      | Hermann Eule, Bautzen, Opus 16                      | 1882      | II/P    | 14       | [ 28 ] |
| Kemnitz                              | Kirche Kemnitz (Lage)                                   |      | Johann Gotthilf Bärmig, Werdau                      | 1870      | II/P    | 17       | [ 39 ] [ 28 ] |
| Bernstadt a. d. Eigen                | St. Marien und Heilig-Kreuz-Kirche (Lage)               |      | Hermann Eule, Bautzen, Opus 42                      | 1889      | II/P    | 29       | 1998 generalüberholt → Orgel bzw. hier |
| Dittersbach a. d. Eigen              | Kirche Dittersbach (Lage)                               |      | Julius Jahn, Dresden                                | 1876      | II/P    | 23       | [ 28 ] |
| Dittersbach a. d. Eigen              | Kirche Dittersbach                                      |      | Hermann Eule, Bautzen, Opus 511                     | 1982      | I       | 3        | Orgelpositiv |
| Schönau auf dem Eigen                | St.-Georgs-Kirche Schönau (Lage)                        |      | Schuster & Sohn, Zittau                             | 1883      | II/P    | 25       | [ 41 ] [ 42 ] |
| Friedersdorf, OT von Markersdorf     | Dorfkirche St. Ursula (Lage)                            |      | Augustin Arnold                                     | 1804      |         |          | [ 43 ] |
| Leuba                                | Nikolaikirche (Lage)                                    |      | Friedrich Nikolaus Jahn, Dresden                    | 1856/57   | II/P    | 20       | → Orgel |
| Ostritz                              | Kirche Mariä Himmelfahrt (Lage)                         |      | Carl Eduard Jehmlich, Dresden                       | 1878      | II/P    | 24       | 2012/13 durch Jehmlich Orgelbau Dresden restauriert → Orgel |
| Ostritz                              | Gustav-Adolf-Kirche (Lage)                              |      | Schuster & Sohn, Zittau                             | 1890      | II/P    | 25       | [ 45 ] [ 3 ] |
| Ostritz-St. Marienthal               | Kloster St. Marienthal (Zisterzienserinnenabtei) (Lage) |      | Jehmlich, Dresden, Opus 311                         | 1911      | II/P    | 17       | 1986 wegen starker Schäden (Holzwurmbefall) abgebaut → Orgel |
| Ostritz-St. Marienthal               | Kloster St. Marienthal (Zisterzienserinnenabtei)        |      | Jehmlich, Dresden, Opus 1043                        | 1989      | II/P    | 5        | Chororgel als Ersatz für die alte Jehmlich-Orgel, 2012 Reinigung durch Jehmlich Orgelbau Dresden → Orgel |
| Schlegel, OT von Zittau              | Kirche Schlegel (Lage)                                  |      | Christian Friedrich Reiss, Neugersdorf              | 1847      | II/P    | 26       | [ 28 ] |
| Dittelsdorf                          | Kirche Dittelsdorf (Lage)                               |      | Schuster & Sohn, Zittau                             | 1958      | II/P    | 23       | [ 28 ] |
| Wittgendorf                          | Kirche Wittgendorf (Lage)                               |      | Julius Jahn, Dresden                                | 1869      | II/P    | 23       | [ 28 ] |
| Hirschfelde                          | St. Peter- und Paul-Kirche Hirschfelde (Lage)           |      | Müller & Reiss, Neugersdorf                         | 1824      | II/P    | 21       | [ 28 ] |
| Großschönau                          | Kirche Großschönau (Lage)                               |      | Groß & Soldan, Waditz                               | 2014      | II/P    | 33       | → Orgel |
| Hainewalde                           | Kirche Hainewalde (Lage)                                |      | Schuster & Sohn, Zittau                             | 1949      | III/P   | 26       | [ 47 ] [ 3 ] [ 28 ] |
| Bertsdorf                            | Kirche Bertsdorf (Lage)                                 |      | Schuster & Sohn, Zittau                             | 1896      | II/P    | 22       | → Orgel |
| Hörnitz                              | Kirche Hörnitz (Lage)                                   |      | Schuster & Sohn, Zittau                             | 1901      | II/P    | 26       | [ 28 ] |
| Olbersdorf                           | Kirche Olbersdorf (Lage)                                |      | Jehmlich, Dresden                                   | 1884      | II/P    | 25       | → Orgel |
| Mittelherwigsdorf                    | Dorfkirche Herwigsdorf (Lage)                           |      | Schuster & Sohn, Zittau                             | 1900      | II/P    | 14       | [ 48 ] [ 28 ] |
| Oberseifersdorf                      | Kirche Oberseifersdorf (Lage)                           |      | Leopold Kohl, Bautzen                               | 1864      | II/P    | 19       | 1957 umdisponiert durch A. Schuster & Sohn (Zittau), 1998 generalüberholt |
| Waltersdorf                          | Dorfkirche Waltersdorf (Lage)                           |      | Johann Gottlieb Tamitius, Grottau                   | 1766      | II/P    | 18       | → Orgel |
| Jonsdorf                             | Kirche Jonsdorf (Lage)                                  |      | Robert Barth, Plauen                                | 1879/80   | II/P    | 15       | 1879/80 für die evang. Kirche Neuensalz (Vogtland) erbaut, seit 1978 in Jonsdorf, 1981 Einbau der Orgel durch Hartmut Schüssler (Greiz), unter Verwendung von Gehäuse und Prospektpfeifen der Schuster-Orgel von 1896 → Orgel |
| Oybin                                | Bergkirche Oybin (Lage)                                 |      | Schuster & Sohn, Zittau                             | 1987      | II/P    | 18       | Schuster-Orgel im alten Orgelprospekt der Orgel von Johann Gottlieb Tamitius (1754) → Orgel |
| Lückendorf                           | Kirche Lückendorf (Lage)                                |      | Schuster & Sohn, Zittau                             | 1970      | I       | 10       | Ersatz für die alte Schuster-Orgel (1896), Meisterstück A. Zuckerriedel → Orgel |
| Zittau                               | Johanniskirche (Lage)                                   |      | Schuster & Sohn, Zittau                             | 1929/30   | III/P   | 87       | 2013 restauriert → Orgel |
| Zittau                               | Pfarrkirche Mariä Heimsuchung Zittau (Lage)             |      | Jehmlich, Dresden Opus 1155                         | 2006      | II/P    | 26       | Neubau unter Rekonstruktion des Prospekts und Verwendung von Registern der Vorgänger-Orgel von 1890 → Orgel bzw. hier |
| Zittau                               | Klosterkirche Zittau (Lage)                             |      | Schuster & Sohn, Zittau                             | 1884      | II/P    | 27       | seit 1957 auf der Westempore, 1993 generalüberholt → Orgel |
| Zittau                               | Klosterkirche Zittau                                    |      | Schuster & Sohn, Zittau                             |           | I       | 4        | Chororgel |
| Zittau                               | Frauenkirche (Lage)                                     |      | Schuster & Sohn, Zittau                             | 1928      | II/P    | 12       | 1995 restauriert → Orgel |
| Zittau                               | Weberkirche (Lage)                                      |      | Schuster & Sohn, Zittau                             | 1890      | II      | 20       | 1950 umdisponiert |